# Sleep, My Love
Sleep, My Love (bra: Sonha, Meu Amor; prt: Sonha, Meu Amor!) é um filme noir gótico estadunidense de 1948, do gênero drama, dirigido por Douglas Sirk, e estrelado por Claudette Colbert, Robert Cummings e Don Ameche. O roteiro de St. Clair McKelway e Leo Rosten foi baseado no romance homônimo de 1946, do próprio Rosten.
A trama retrata a história de uma mulher sonâmbula que acha que um homem misterioso está prestes a matá-la, embora seu marido não acredite nela.

## Sinopse
Ao acordar em um trem sem memória de como chegou lá, Alison Courtland (Claudette Colbert) começa a ser assombrada pela crença de que um homem está planejando seu assassinato. Apesar de seus apelos desesperados, Richard Courtland (Don Ameche), seu cético marido, desconsidera seus medos, atribuindo-os ao que ele percebe como sua sanidade desintegrando. Os problemas se intensificam à medida que Alison desvenda um plano sinistro contra ela.

## Elenco
- Claudette Colbert como Alison Courtland
- Robert Cummings como Bruce Elcott
- Don Ameche como Richard W. Courtland
- Rita Johnson como Barby
- George Coulouris como Charles Vernay
- Ralph Morgan como Dr. Rhinehart
- Hazel Brooks como Daphne
- Queenie Smith como Sra. Grace Vernay
- Keye Luke como Jimmie Lin
- Fred Nurney como Haskins
- Raymond Burr como Detetive Sgt. Strake
- Edgar Dearing como Hannigan (não-creditado)

## Produção
O romance homônimo no qual o roteiro foi baseado apareceu pela primeira vez em forma de série na revista Collier em 1946, e foi creditado a Leonard Q. Ross, um pseudônimo de Leo Rosten. A Triangle Productions comprou os direitos da história em novembro daquele ano. Rosten escreveu o primeiro roteiro, mas o escritor do The New Yorker, St. Clair McKelway, foi recrutado para contribuir para a versão final.
O filme foi produzido por Mary Pickford, seu marido Charles Rogers e Ralph Cohn. Foi a primeira atividade cinematográfica de Pickford em 12 anos, desde "The Gay Desperado" (1936), embora Cohn e Rogers tivessem produzido filmes para a Comet Productions. Pickford esteve envolvida na aprovação do elenco e do roteiro.
Em dezembro de 1946, a United abordou Richard Ney para liderar o elenco. Em abril de 1947, Don Ameche foi contratado como protagonista, e Douglas Sirk concordou em dirigir antes de Claudette Colbert e Robert Cummings serem escalados.
Em 15 de outubro de 1947, o The Hollywood Reporter informou que a parceria entre Pickford, Rogers e Cohn seria dissolvida após a conclusão dessa produção. A United Artists promoveu uma exibição exclusiva do filme para um grupo de hipnotizadores, psiquiatras e estudantes de medicina que debatiam se hipnotizadores eram capazes de transformar criminosos em homens honestos. Os debates foram iniciados por uma demonstração de hipnose realizada pelo Dr. Franz Polgar, de Budapeste, desencadeando uma enxurrada de xingamentos e discussões intensas entre o público.
As filmagens começaram em 27 de maio de 1947 no Hal Roach Studios em Los Angeles.

## Recepção
A estreia mundial do filme aconteceu em Ottawa, no Canadá, em 12 de janeiro de 1948, como um evento beneficente para ajudar crianças na Europa. Mary Pickford esteve presente e fez um discurso sobre a situação das crianças.
Em sua crítica para o The New York Times, A. H. Weiler escreveu:
"Como a mais recente chegada em uma linha extremamente longa de melodramas psicológicos, Sleep, My Love é uma entrada elegante que consegue seguir seu curso sem se complicar. Um roteiro inteligente, habilmente conduzido na maior parte, ajuda a manter as coisas em movimento, mas a falta geral de suspense, enredo familiar e direção um tanto irregular mantêm Sleep, My Love ... um capítulo bastante óbvio na psicologia cinematográfica. Se os procedimentos hipnóticos utilizados pelos produtores irão satisfazer as escolas de Adler, Jung e Freud ou causar uma neurose de ansiedade agravada a esses senhores profissionais, é difícil dizer ... Sleep, My Love pode ser considerado um trabalho geralmente competente, que tem seus momentos absorventes, mas que não se afastou muito da norma".
A revista Variety concluiu: "Sleep, My Love mantém uma parcela justa de suspense e soma a um melodrama razoável. A trama começa com força e a conclusão é um alto melodrama que encerra o final em um ritmo rápido".

## Mídia doméstica
Em 15 de abril de 2014, a Olive Films lançou o filme em Blu-ray.